# Raphael Wilder
Raphael Wilder (* 8. Mai 1953 in Kfar Saba) ist ein deutsch-israelischer Basketballtrainer.

## Laufbahn
Wilder, der im Alter von 13 Jahren mit seinen Eltern aus Israel nach Deutschland zog, war von 1989 bis 2001 Trainer von Maccabi Düsseldorf. Er führte die Mannschaft als Trainer von der Kreisklasse bis in die erste Regionalliga. Er war zeitweilig auch Vorsitzender des Vereins sowie Abteilungsleiter und Kassierer.
2001 wechselte Wilder gemeinsam mit mehreren Maccabi-Spielern zur BSG Grevenbroich. Er hatte mit den Grevenbroicher Verantwortlichen eine Spielgemeinschaft ausgehandelt, die anschließend sofort wieder aufgelöst wurde. Mit diesem Schachzug ging das Spielrecht Maccabis auf Grevenbroich über, sodass Wilder mit der BSG (bis dahin in der 2. Regionalliga) in der ersten Regionalliga ins Rennen gehen konnte. Er führte Grevenbroich in die Spitzengruppe der Liga und im Spieljahr 2002/03 zum Aufstieg in die 2. Basketball-Bundesliga sowie zum Gewinn des WBV-Pokals. Bis zum Abstieg aus der 2. Bundesliga im Jahr 2007 blieb Wilder Trainer in Grevenbroich.
Zur Saison 2007/08 trat er das Traineramt bei den Schwelmer Baskets an. 2008 wurde Schwelm unter Wilders Leitung WBV-Pokalsieger, 2009 führte er die Mannschaft wieder zum Pokaltriumph sowie 2010 als Meister zum Aufstieg in die 2. Bundesliga ProB. In der 2. Bundesliga ProB war Schwelm als Liganeuling 2011 Meister der Nordstaffel, ehe man in der ersten Playoff-Runde ausschied. 2013 wurde Wilder mit Schwelm ProB-Vizemeister, nachdem er mit der Mannschaft als Meister der Nordstaffel in die Playoffs gegangen war. 2014 führte Wilder die Mannschaft ins Playoff-Halbfinale der 2. Bundesliga ProB.
Im Mai 2014 nahm er den Trainerposten beim FC Schalke 04 an. 2015 gewann S04 unter seiner Leitung den WBV-Pokal und stieg 2016 als Meister der ersten Regionalliga West in die 2. Bundesliga ProB auf. Im Spieljahr 2017/18 führte Wilder den FC Schalke ins Halbfinale der ProB-Playoffs. Da Elchingen keine ProA-Lizenz beantragte, stieg Wilder mit Schalke als Nachrücker in die 2. Bundesliga ProA auf. Nach dem Aufstieg wurde sein Vertrag in Gelsenkirchen verlängert. In der ProA als Trainer tätig zu sein, sei immer eines seiner Karriereziele gewesen, so Wilder anlässlich der Einigung mit Schalke.
Am 6. Dezember 2019 wurde er vom FC Schalke von seinem Amt als Cheftrainer wegen „unterschiedlicher Auffassungen in der sportlichen Ausrichtung“ freigestellt. Zum Zeitpunkt der Trennung stand die Mannschaft mit vier Siegen und sieben Niederlagen als Zehnter im Tabellenmittelfeld.
Im März 2020 trat Wilder das Amt des Sportlichen Leiters beim ETB Schwarz-Weiß Essen (2. Regionalliga) mit der Aufgabe an, den früheren Zweitligisten wieder in die Erfolgsspur zu bringen. Zur Saison 2021/22 gelang der Aufstieg in die 1. Regionalliga, in der Wilder anschließend neben seiner Tätigkeit als Sportlicher Leiter als Co-Trainer von Lars Wendt tätig war. 2024 folgte der Aufstieg in die 2. Bundesliga ProB.